# Буковље (општина)
Буковље је насељено место и седиште општине у Бродско-посавској жупанији, Република Хрватска.

## Историја
До територијалне реорганизације у Хрватској налазило се у саставу бивше велике општине Славонски Брод.

## Становништво
На попису становништва 2011. године, општина Буковље је имала 3.108 становника, од чега у самом Буковљу 1.982.

## Попис1991.
На попису становништва 1991. године, насељено место Буковље је имало 902 становника, следећег националног састава:
| Попис 1991.‍  | Попис 1991.‍  | Попис 1991.‍ | Попис 1991.‍ | Попис 1991.‍ |
| ------------ | ------------ | ----------- | ----------- | ----------- |
|              |              |             |             |             |
| Хрвати       | Хрвати       |             | 844         | 93,56%      |
| Срби         | Срби         |             | 17          | 1,88%       |
| Украјинци    | Украјинци    |             | 6           | 0,66%       |
| Југословени  | Југословени  |             | 4           | 0,44%       |
| Словенци     | Словенци     |             | 3           | 0,33%       |
| Немци        | Немци        |             | 2           | 0,22%       |
| Муслимани    | Муслимани    |             | 1           | 0,11%       |
| Словаци      | Словаци      |             | 1           | 0,11%       |
| неопредељени | неопредељени |             | 8           | 0,88%       |
| регион. опр. | регион. опр. |             | 1           | 0,11%       |
| непознато    | непознато    |             | 15          | 1,66%       |
| укупно: 902  |              |             |             |             |